# Peire de Valeira

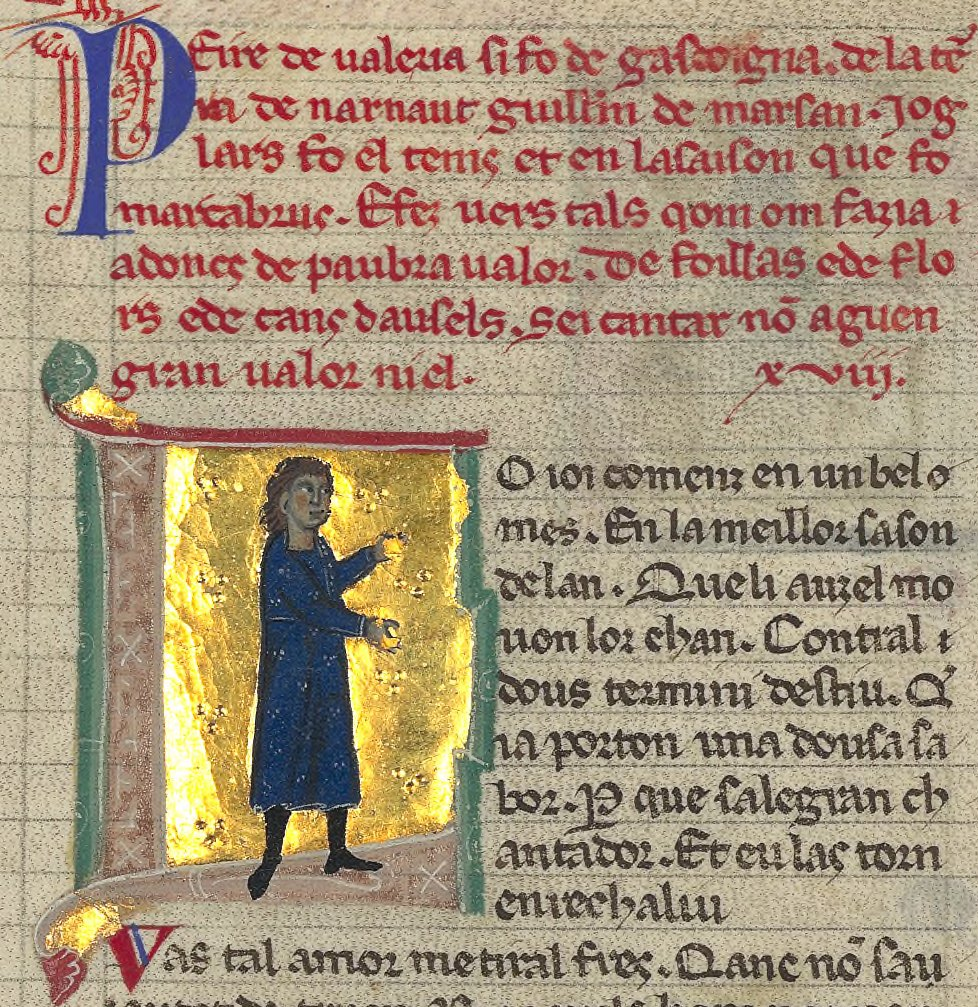
BnF ms. 12473 fol. 108; cançoner K

Peire de Valeira (o Valera o Valeria) (fl. mitjan del s. XII) fou un trobador occità.

## Vida
Es conserva una vida que diu que Peire de Valeira era de Gascunya, de la terra de N'Arnaut Guilhem de Marsan. El seu lloc d'origen estaria al departament de la Gironda, prop de Podensac i Sent Macari.
El text de la vida ens deixa veure que era un trobador que es percebia com a arcaic en el moment en què es va redactar. Diu que era del temps de Marcabrú i que feia vers tal com ho fazia adoncs, de paubra valor, de foillas e de flors, e de cans e d'ausels ("feia versos tal com es feien aleshores; de poc valor; de fulles i flors, i cants i ocells"); en realitat, però, aquesta apreciació sembla basada en una poesia que els manuscrits que conserven la vida atribueixen a Peire de Valeira però que en realitat és d'Arnaut de Tintinhac.
L'autor de la vida reforça la poca apreciació que tenia per la poesia de Peire de Valeira amb la darrera frase, demolidora, de la vida: Sei cantar non aguen gran valor; ni el ("les seves cançons no tingueren gran valor; ni ell").
De totes maneres, a falta d'altres dades, també podria ser que fos cronològicament posterior i no contemporani de Marcabrú, com creia el redactor de la vida.

## Obra

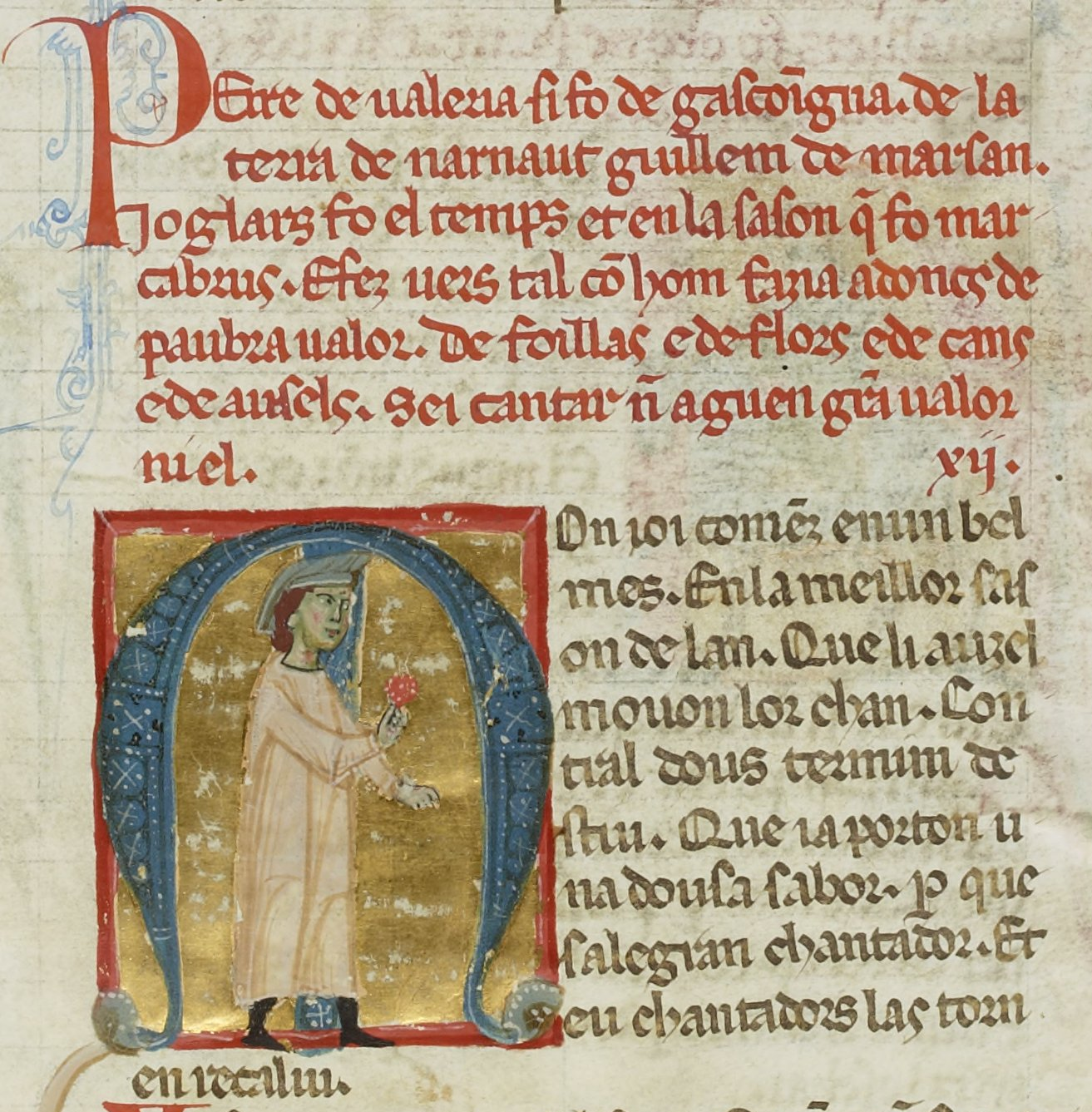
BnF ms. 854 fol. 122; cançoner I

De la seva obra se'n conserven només dues peces: una cançó i una cobla.
- (362,2)[2] So qu'az autre vei plazer / Cui qu'Amors don son voler[3]
- (362,3) Vezer volgra N'Ezelgarda

### Repertoris
- Alfred Pillet / Henry Carstens, Bibliographie der Troubadours von Dr. Alfred Pillet […] ergänzt, weitergeführt und herausgegeben von Dr. Henry Carstens. Halle : Niemeyer, 1933 [Peire de Valeira és el número PC 362]
- Guido Favati (editor), Le biografie trovadoriche, testi provenzali dei secc. XIII e XIV, Bologna, Palmaverde, 1961, pàg. 119
- Martí de Riquer, Vidas y retratos de trovadores. Textos y miniaturas del siglo XIII, Barcelona, Círculo de Lectores, 1995 p. 7-8 [Reproducció de la vida, amb traducció a l'espanyol, i miniatures dels cançoners I i K]